# Free (nix)
free – polecenie i program w *nix przedstawiające stan pamięci; ile jest w sumie ile wolnej(free) i różnie alokowanej pamięci. 
Z założenia samo free wyświetla ilość pamięci w kilobajtach, z opcją -b pokazuje w bajtach a -m w megabajtach. Z -s n, gdy n to czas w sekundach, kolejno, po czasie n, wyświetla stan pamięci.